# 阪本寧男
阪本 寧男（さかもと さだお、1930年（昭和5年）6月5日 - ）は、日本の農学者、京都大学名誉教授。

## 略歴
京都府京都市生まれ。1954年（昭和29年）京都大学農学部農林生物学科卒業、1965年（昭和40年）農学博士。1962年（昭和37年）アメリカ・ミネソタ州立大学修士課程修了。1954年（昭和29年）国立遺伝学研究所研究員、1974年（昭和49年）京都大学農学部助教授、1984年（昭和59年）教授となる。1994年（平成6年）定年退官、名誉教授、龍谷大学教授を務め、2011年（平成23年）退職。

## 著書
- 『雑穀のきた道 ユーラシア民族植物誌から』（日本放送出版協会 NHKブックス 1988年）
- 『モチの文化誌 日本人のハレの食生活』（中公新書、1989年）
- 『ムギの民族植物誌 フィールド調査から』（学会出版センター、1996年）
- 『雑穀博士ユーラシアを行く』（昭和堂、2005年）

### 共著編
- 『インド亜大陸の雑穀農牧文化』編（学会出版センター 1991年
- 『アオバナと青花紙 近江特産の植物をめぐって』（落合雪野共著 サンライズ出版、淡海文庫、1998年

### 翻訳
- ハーバード G.ベイカー『植物と文明』（福田一郎共訳、東京大学出版会、UP選書、1975年
- ピーター・バーンハルト『植物との共生』（落合雪野共訳、晶文社、1995年

## 論文
- 阪本寧男